# Majoration pour aide constante d'une tierce personne
La majoration pour aide constante d'une tierce personne est accordée, en France, aux personnes invalides qui, étant absolument incapables d'exercer une profession, sont, en outre, dans l'obligation d'avoir recours à l'assistance d'une tierce personne pour effectuer les actes ordinaires de la vie et titulaires de :
- la pension d'invalidité ;
- la pension vieillesse substituée à une pension d'invalidité, entre 60 et 65 ans ;
- la pension vieillesse attribuée ou révisée pour inaptitude au travail au moment de la liquidation de leurs droits, entre 60 et 65 ans ;
- la rente liée à un accident du travail ou une maladie professionnelle (AT-MP).

Cette majoration sert, entre autres, de référence pour calculer la participation des bénéficiaires de l'allocation personnalisée d'autonomie (APA) au tarif de la dépendance lorsqu'ils sont hébergés par un établissement d'hébergement pour personnes âgées dépendantes (EHPAD).